# Clytie luteonigra
Clytie luteonigra là một loài bướm đêm trong họ Erebidae.